# Nick Dyson
Nick Dyson, angleški igralec snookerja, * 19. december 1969, Hessle, Hull, Anglija.
Dyson je eden redkih igralcev, ki je dosegel več kot en niz 147 točk v tekmovalnih dvobojih. Na jakostnih turnirjih ni nikoli dosegel boljšega rezultata od uvrstitve med najboljših 32 igralcev. V zgodovino se je zapisal kot prvi igralec, ki je v kvalifikacijah za Svetovno prvenstvo premagal Cliffa Thorburna, leta 1991 ga je izločil z izidom 10-5.